# Cubaris galbineus
Cubaris galbineus is een pissebed uit de familie Armadillidae. De wetenschappelijke naam van de soort is voor het eerst geldig gepubliceerd in 1823 door Eschscholtz.